# Israel Journal of Botany
Israel Journal of Botany (abreviado Israel J. Bot.) es una revista con ilustraciones y descripciones botánicas que es editada en Jerusalem desde el año 1963. Fue precedida por Bulletin of the Research Council of Israel. 